# Tętnica oczna
Tętnica oczna (ang. ophthalmic artery, łac. arteria ophthalmica) – w anatomii człowieka tętnica głowy będąca gałęzią tętnicy szyjnej wewnętrznej. Zaopatruje ona oczodół, zatokę klinową, komórki sitowe, błonę śluzową małżowiny nosowej górnej i przegrody nosowej, większość błony śluzowej pokrywającej kość sitową, a także częściowo nasadę nosa, powieki, skórę czoła, zatokę czołową i oponę twardą przedniego dołu czaszki.

## Przebieg
Tętnica oczna odchodzi od obwodu tętnicy szyjnej wewnętrznej z przodu i nieco przyśrodkowo.  Miejsce odejścia leży tuż powyżej zatoki jamistej w miejscu gdzie tętnica szyjna wewnętrzna tworzy ostry łuk ku tyłowi i ku górze. Tętnica oczna leży wewnątrzoponowo. Po odejściu kieruje się ku przodowi i towarzysząc nerwowi wzrokowemu wchodzi do kanału wzrokowego. Układa się tam bocznie i nieco ku dołowi od nerwu wzrokowego. Następnie tętnica skręca ku górze i kieruje się na przyśrodkową stronę oczodołu. W tym krótkim odcinku biegnie ona poprzecznie przez oczodół. W tym miejscu oddaje tętnicę łzową, która stanowi przedłużenie głównego pnia tętnicy ku przodowi. Ponadto biegnąc poprzecznie odchodzą od niej: tętnica środkowa siatkówki oraz gałęzie do mięśni gałkoruchowych, oraz tętnice rzęskowe tylne długie i tętnice rzęskowe tylne krótkie. Dalej skręca ku przodowi leżąc równolegle do długiej osi oczodołu i kieruje się do przyśrodkowego kąta oka rozpadając się na swoje gałęzie końcowe (tętnica nadoczodołowa, tętnica grzbietowa nosa i tętnica nadbloczkowa). Biegnąc po przyśrodkowej ścianie oczodołu układa się ona pomiędzy m. prostym przyśrodkowym a m. skośnym górnym. W tym odcinku oddaje także gałązki mięśniowe oraz dwie tętnice, które przebijają poprzecznie przyśrodkową ścianę oczodołu i wchodzą do komórek sitowych. Są to tętnica sitowa przednia oraz tętnica sitowa tylna.

## Gałęzie
Grupując gałęzie tętnicy ocznej pod względem obszaru zaopatrzenia wyróżnia się:

### Gałęzie do gałki ocznej i zawartości oczodołu
- tętnica środkowa siatkówki (ang. central retinal artery, łac. arteria centralis retinae)
- tętnica łzowa (ang. lacrimal artery, łac. arteria lacrimalis)
  - tętnice powiekowe boczne (ang. lateral palperbral arteries, łac. arteriae palpebrales laterales)
- tętnice rzęskowe tylne długie (ang. long posterior ciliary arteries, łac. arteriae ciliares posteriores longae)
- tętnice rzęskowe tylne krótkie (ang. short posterior ciliary arteries, łac. arteriae ciliares posteriores breves)
- gałęzie mięśniowe (ang. muscular branches, łac. rami musculares)
  - tętnice rzęskowe przednie (ang. anterior ciliary arteries, łac. arteriae ciliares anteriores)
    - tętnice spojówkowe przednie (ang. anterior conjunctival arteries, łac. arteriae conjunctivales anteriores)
    - tętnice nadtwardówkowe (ang. episcleral arteries, łac. arteriae episclerales)
- tętnice powiekowe przyśrodkowe (ang. medial palpebral arteries, łac. arteriae palpebrales mediales)[1]

### Gałęzie do jamy nosowej i zatok przynosowych
- tętnica sitowa przednia (ang. anterior ethmoid artery, łac. arteria ethmoidalis anterior)
  - tętnica oponowa przednia (ang. anterior meningeal artery, łac. arteria meningea anterior)
- tętnica sitowa tylna (ang. posterior ethmoid artery, łac. arteria ethmoidalis posterior)[1]

### Gałęzie końcowe tętnicy ocznej
- tętnica nadoczodołowa (ang. supraorbital artery, łac. arteria supraorbitalis)
- tętnica grzbietowa nosa (ang. dorsal nasal artery, łac. arteria dorsalis nasi)
- tętnica nadbloczkowa (ang. supratrochlear artery, łac. arteria supratrochlearis)[1]